# Desa Mojoranu (administrativ by i Indonesien, lat -7,21, long 111,87)
Desa Mojoranu är en administrativ by i Indonesien.   Den ligger i provinsen Jawa Timur, i den västra delen av landet, 600 km öster om huvudstaden Jakarta.